# César a la millor pel·lícula documental
El César al millor documental (originalment en francès César du meilleur film documentaire) és un premi cinematogràfic francès atorgat per l'Académie des arts et techniques du cinéma des de 1995.

## Palmarès
Font: Pàgina oficial de l'Académie des Cesar. 

### Dècada del 1990
El 1995: César a la millor pel·lícula de caràcter documental.
| Any                                    | Títol original | Títol en català                    | Director                    | País |
| -------------------------------------- | -------------- | ---------------------------------- | --------------------------- | ---- |
| 1995                                   |                |                                    |                             |      |
| Délits flagrants                       | -              | Raymond Depardon                   | França                      |      |
| Bosna                                  | -              | Bernard-Henri Lévy i Alain Ferrari | França Bòsnia i Hercegovina |      |
| La Véritable Histoire d'Artaud le Mômo | -              | Gérard Mordillat i Jérôme Prieur   | França                      |      |
| Montand, le film                       | -              | Jean Labib                         | França                      |      |
| Tsahal                                 | -              | Claude Lanzmann                    | França                      |      |
| Tzedek                                 | -              | Marek Halter                       | França Suïssa               |      |
| Veillées d'armes                       | -              | Marcel Ophuls                      | França                      |      |

### Dècada del 2000
des de 2007: César du meilleur film documentaire
| Any                                | Títol original              | Títol en català                   | Director | País |
| ---------------------------------- | --------------------------- | --------------------------------- | -------- | ---- |
| 2007                               |                             |                                   |          |      |
| Dans la peau de Jacques Chirac     | A la pell de Jacques Chirac | Karl Zéro i Michel Royer          | França   |      |
| La Fille du juge                   | -                           | William Karel                     | França   |      |
| Ici Najac, à vous la terre         | -                           | Jean-Henri Meunier                | França   |      |
| Là-bas                             | -                           | Chantal Akerman                   | França   |      |
| Zidane, un portrait du XXIe siècle | -                           | Douglas Gordon i Philippe Parreno | França   |      |
| 2008                               |                             |                                   |          |      |
| L'avocat de la terreur             | L'advocat del terror        | Barbet Schroeder                  | França   |      |
| Les Animaux amoureux               | -                           | Laurent Charbonnier               | França   |      |
| Les Lip, l'imagination au pouvoir  | -                           | Christian Rouaud                  | França   |      |
| Le Premier Cri                     | -                           | Gilles de Maistre                 | França   |      |
| Retour en Normandie                | -                           | Nicolas Philibert                 | França   |      |
| 2009                               |                             |                                   |          |      |
| Les Plages d'Agnès                 | -                           | Agnès Varda                       | França   |      |
| Elle s'appelle Sabine              | -                           | Sandrine Bonnaire                 | França   |      |
| J'irai dormir à Hollywood          | -                           | Antoine de Maximy                 | França   |      |
| Tabarly                            | -                           | Pierre Marcel                     | França   |      |
| La Vie moderne                     | -                           | Raymond Depardon                  | França   |      |

### Dècada del 2010
| Any                                          | Títol original      | Títol en català                       | Director                               | País |
| -------------------------------------------- | ------------------- | ------------------------------------- | -------------------------------------- | ---- |
| 2010                                         |                     |                                       |                                        |      |
| L'Enfer d'Henri-Georges Clouzot              | -                   | Serge Bromberg i Ruxandra Medrea      | França                                 |      |
| La Danse                                     | -                   | Frederick Wiseman                     | França                                 |      |
| Himalaya, le chemin du ciel                  | -                   | Marianne Chaud                        | França                                 |      |
| Home                                         | -                   | Yann-Arthus Bertrand                  | França                                 |      |
| Ne me libérez pas, je m'en charge            | -                   | Fabienne Godet                        | França                                 |      |
| 2011                                         |                     |                                       |                                        |      |
| Océans                                       | -                   | Jacques Perrin i Jacques Cluzaud      | França                                 |      |
| Benda Bilili!                                | -                   | Florent de La Tullaye i Renaud Barret | República Democràtica del Congo França |      |
| Cleveland contre Wall Street                 | -                   | Jean-Stéphane Bron                    | Suïssa França                          |      |
| Entre nos mains                              | -                   | Marianne Otero                        | França                                 |      |
| Yves St Laurent Pierre Bergé, l'amour fou    | -                   | Pierre Thoretton                      | França                                 |      |
| 2012                                         |                     |                                       |                                        |      |
| Tous au Larzac                               | -                   | Christian Rouaud                      | França                                 |      |
| Le Bal des menteurs                          | -                   | Daniel Leconte                        | França                                 |      |
| Crazy Horse                                  | -                   | Frederick Wiseman                     | Estats Units                           |      |
| Ici on noie les Algériens                    | -                   | Yasmina Adi                           | França                                 |      |
| Michel Petrucciani                           | -                   | Michael Radford                       | França Alemanya Itàlia                 |      |
| 2013                                         |                     |                                       |                                        |      |
| Les Invisibles                               | -                   | Sébastien Lifshitz                    | França                                 |      |
| Bovines ou la vraie vie des vaches           | -                   | Emmanuel Gras                         | França                                 |      |
| Duch, le maître des forges de l'enfer        | -                   | Rithy Panh                            | França Cambodja                        |      |
| Journal de France                            | -                   | Claudine Nougaret i Raymond Depardon  | França                                 |      |
| Les Nouveaux Chiens de garde                 | -                   | Gilles Balbastre i Yannick Kergoat    | França                                 |      |
| 2014                                         |                     |                                       |                                        |      |
| Sur le chemin de l'école                     | Camí a l'escola     | Pascal Plisson                        | França                                 |      |
| Le dernier des injustes                      | -                   | Claude Lanzmann                       | França                                 |      |
| La maison de la radio                        | -                   | Nicolas Philibert                     | França Japó                            |      |
| Comment j'ai détesté les maths               | -                   | Olivier Peyon                         | França                                 |      |
| Il était une forêt                           | -                   | Luc Jacquet                           | França                                 |      |
| 2015                                         |                     |                                       |                                        |      |
| The Salt of the Earth                        | La sal de la terra  | Wim Wenders i Juliano Ribeiro Salgado | França Brasil                          |      |
| Les chèvres de ma mère                       | -                   | Sophie Audier                         | França                                 |      |
| National Gallery                             | -                   | Frederick Wiseman                     | Estats Units                           |      |
| Caricaturistes - Fantassins de la démocratie | -                   | Stéphanie Valloatto                   | França                                 |      |
| La Cour de Babel                             | -                   | Julie Bertuccelli                     | França                                 |      |
| 2016                                         |                     |                                       |                                        |      |
| Demain                                       | Demà                | Cyril Dion i Mélanie Laurent          | França                                 |      |
| Cavanna, jusqu'à l'ultime seconde, j'écrirai | -                   | Denis Robert i Nina Robert            | França                                 |      |
| Une jeunesse allemande                       | -                   | Jean-Gabriel Périot                   | França                                 |      |
| El botón de nácar                            | -                   | Patricio Guzmán                       | Xile                                   |      |
| L'Image manquante                            | -                   | Rithy Panh                            | França Cambodja                        |      |
| 2017                                         |                     |                                       |                                        |      |
| Merci Patron!                                | -                   | François Ruffin                       | França                                 |      |
| Fuocoammare                                  | Foc al mar          | Gianfranco Rosi                       | Itàlia França                          |      |
| Voyage à travers le cinéma français          | -                   | Bertrand Tavernier                    | França                                 |      |
| Dernières nouvelles du Cosmos                | -                   | Julie Bertuccelli                     | França                                 |      |
| Swagger                                      | -                   | Olivier Babinet                       | França                                 |      |
| 2018                                         |                     |                                       |                                        |      |
| I am not your negro                          | No soc el teu negre | Raoul Peck                            | França Estats Units Bèlgica Suïssa     |      |
| À voix haute - la force de la parole         | En veu alta         | Stéphane de Freitas                   | França                                 |      |
| Visages Villages                             | Cares i llocs       | Agnès Varda                           | França                                 |      |
| 12 jours                                     | -                   | Raymond Depardon                      | França                                 |      |
| Carré 35                                     | -                   | Eric Caravaca                         | França                                 |      |
| 2019                                         |                     |                                       |                                        |      |
| Ni Juge, Ni Soumise                          | -                   | Jean Libon i Yves Hinant              | Bèlgica França                         |      |
| De chaque instant                            | -                   | Nicolas Philibert                     | França                                 |      |
| Le procès contre Mandela et les autres       | -                   | Nicolas Champeaux i Gilles Porte      | França                                 |      |
| America                                      | -                   | Claus Drexel                          | França                                 |      |
| Le Grand Bal                                 | -                   | Laetitia Carton                       | França                                 |      |

### Dècada del 2020
| Any                                                                    | Títol original    | Títol en català                      | Director                               | País |
| ---------------------------------------------------------------------- | ----------------- | ------------------------------------ | -------------------------------------- | ---- |
| 2020                                                                   |                   |                                      |                                        |      |
| M                                                                      | -                 | Yolande Zauberman                    | França                                 |      |
| La cordillera de los sueños                                            | -                 | Patricio Guzmán                      | Xile França                            |      |
| Wonder boy Olivier Rousteing, né sous X                                | -                 | Anissa Bonnefont                     | França                                 |      |
| 68, mon père et les clous                                              | -                 | Samuel Bigiaoui                      | França                                 |      |
| Lourdes                                                                | -                 | Thierry Demaizière i Alban Teurlai   | França                                 |      |
| 2021                                                                   |                   |                                      |                                        |      |
| Adolescentes                                                           | -                 | Sébastien Lifshitz                   | França                                 |      |
| Cyrille agriculteur, 30 ans, 20 vaches, du lait, du beurre, des dettes | -                 | Rodolphe Marconi                     | França                                 |      |
| Un pays qui se tient sage                                              | -                 | David Dufresne                       | França                                 |      |
| La Cravate                                                             | -                 | Etienne Chaillou i Mathias Théry     | França                                 |      |
| Histoire d'un regard                                                   | -                 | Mariana Otero                        | França                                 |      |
| 2022                                                                   |                   |                                      |                                        |      |
| La Panthère des Neiges                                                 | -                 | Marie Amiguet i Vincent Munier       | França                                 |      |
| Bigger than us                                                         | -                 | Flore Vasseur                        | França                                 |      |
| Indes Galantes                                                         | -                 | Philippe Béziat                      | França                                 |      |
| Animal                                                                 | -                 | Cyril Dion                           | França                                 |      |
| Debout les femmes!                                                     | -                 | Gilles Perret i François Ruffin      | França                                 |      |
| 2023                                                                   |                   |                                      |                                        |      |
| Retour à Reims (Fragments)                                             | Retorn a Reims    | Jean-Gabriel Périot                  | França                                 |      |
| Les Années Super 8                                                     | -                 | Annie Ernaux i David Ernaux-Briot    | França                                 |      |
| Jane par Charlotte                                                     | -                 | Charlotte Gainsbourg                 | França                                 |      |
| Allons enfants                                                         | -                 | Thierry Demaizière i Alban Teurlai   | França                                 |      |
| Le Chêne                                                               | -                 | Laurent Charbonnier i Michel Seydoux | França                                 |      |
| 2024                                                                   |                   |                                      |                                        |      |
| Les Filles d'Olfa                                                      | -                 | Kaouther Ben Hania                   | França Tunísia Alemanya Aràbia Saudita |      |
| Little Girl Blue                                                       | -                 | Mona Achache                         | França Bèlgica                         |      |
| Sur l'Adamant                                                          | A l'Adamant       | Nicolas Philibert                    | França Japó                            |      |
| Atlantic Bar                                                           | -                 | Fanny Molins                         | França                                 |      |
| Notre corps                                                            | -                 | Claire Simon                         | França                                 |      |
| 2025                                                                   |                   |                                      |                                        |      |
| La Ferme des Bertrand                                                  | -                 | Gilles Perret                        | França                                 |      |
| La Belle de Gaza                                                       | -                 | Yolande Zauberman                    | França                                 |      |
| Bye bye Tibériade                                                      | Bye bye Tibériade | Lina Soualem                         | França Palestina                       |      |
| Dahomey                                                                | Dahomey           | Mati Diop                            | França Senegal Benín                   |      |
| Ernest Cole, Photographe                                               | -                 | Raoul Peck                           | França Estats Units                    |      |
| Madame Hofmann                                                         | Madame Hofmann    | Sébastien Lifshitz                   | França                                 |      |

## Estadístiques
Aqueste estadístiques no reflecteixen les pel·lícules, sinó els directors.

### Els més premiats
| Premis | Nom                     | Anys       | Detalls       |
| ------ | ----------------------- | ---------- | ------------- |
| 2      | Sébastien Lifshitz      | 2013, 2021 | 3 nominacions |
| 1      | Georges Delerue         | 1995       | 4 nominacions |
| 1      | Agnès Varda             | 2009       | 2 nominacions |
| 1      | Cyril Dion              | 2016       | 2 nominacions |
| 1      | François Ruffin         | 2017       | 2 nominacions |
| 1      | Gilles Perret           | 2025       | 2 nominacions |
| 1      | Jean-Gabriel Périot     | 2023       | 2 nominacions |
| 1      | Raoul Peck              | 2018       | 2 nominacions |
| 1      | Yolande Zauberman       | 2020       | 2 nominacions |
| 1      | Barbet Schroeder        | 2008       | 1 nominació   |
| 1      | Jacques Cluzaud         | 2011       | 1 nominació   |
| 1      | Jacques Perrin          | 2011       | 1 nominació   |
| 1      | Jean Libon              | 2019       | 1 nominació   |
| 1      | Juliano Ribeiro Salgado | 2015       | 1 nominació   |
| 1      | Kaouther Ben Hania      | 2024       | 1 nominació   |
| 1      | Karl Zéro               | 2007       | 1 nominació   |
| 1      | Marie Amiguet           | 2022       | 1 nominació   |
| 1      | Mélanie Laurent         | 2016       | 1 nominació   |
| 1      | Michel Royer            | 2007       | 1 nominació   |
| 1      | Pascal Plisson          | 2014       | 1 nominació   |
| 1      | Ruxandra Medrea         | 2010       | 1 nominació   |
| 1      | Serge Bromberg          | 2010       | 1 nominació   |
| 1      | Vincent Munier          | 2022       | 1 nominació   |
| 1      | Wim Wenders             | 2015       | 1 nominació   |
| 1      | Yves Hinant             | 2019       | 1 nominació   |

### Els més nominats
| Nominacions | Nom                 | Anys                   | Detalls   |
| ----------- | ------------------- | ---------------------- | --------- |
| 4           | Raymond Depardon    | 1995, 2009, 2013, 2018 | 1 premi   |
| 4           | Nicolas Philibert   | 2008,2014, 2019, 2024  | Cap premi |
| 3           | Sébastien Lifshitz  | 2013,2021, 2025        | 2 premis  |
| 3           | Frederick Wiseman   | 2010, 2012, 2015       | Cap premi |
| 2           | Agnès Varda         | 2009,2018              | 1 premi   |
| 2           | Christian Rouaud    | 2008, 2012             | 1 premi   |
| 2           | Cyril Dion          | 2016, 2020             | 1 premi   |
| 2           | François Ruffin     | 2017, 2022             | 1 premi   |
| 2           | Gilles Perret       | 2022, 2025             | 1 premi   |
| 2           | Jean-Gabriel Périot | 2016, 2023             | 1 premi   |
| 2           | Raoul Peck          | 2018, 2025             | 1 premi   |
| 2           | Yolande Zauberman   | 2020, 2025             | 1 premi   |
| 2           | Alban Teurlai       | 2020, 2023             | Cap premi |
| 2           | Claude Lanzmann     | 1995, 2014             | Cap premi |
| 2           | Julie Bertuccelli   | 2015, 2017             | Cap premi |
| 2           | Laurent Charbonnier | 2008, 2023             | Cap premi |
| 2           | Marianne Otero      | 2011, 2021             | Cap premi |
| 2           | Patricio Guzmán     | 2016, 2020             | Cap premi |
| 2           | Rithy Panh          | 2013, 2016             | Cap premi |
| 2           | Thierry Demaizière  | 2020, 2023             | Cap premi |